# Stella Damasus
Stella Damasus (geboren am 24. April 1978 in Benin City), auch bekannt als Stella Damasus-Aboderin, ist eine nigerianische Filmschauspielerin, die auch als Sängerin aktiv ist.

## Leben
Stella Damasus wuchs in Benin City auf. Stella Damasus Mutter war eine Opernsängerin und ermutigte ihre Tochter schon früh im Kirchenchor zu singen und bei Schultheateraufführungen mitzuspielen. Stella Damasus studierte Theater an der University of Lagos, ihre Mutter ermutigte sie, eine Karriere im Unterhaltungsbusiness einzuschlagen. Sie bezeichnet Cicely Tyson und Jack Nicholson als ihre Vorbilder. Ihren ersten Filmauftritt hatte Stella Damasus 1992 in dem Film Abused. Sie trat insgesamt in über 70 Filmen auf. Zu ihren bekanntesten Filmen gehören Emotional Pain (2003), Two brides and a baby (2011) und Affairs of the Heart (2016). In dem Film Between übernahm sie erstmals auch die Filmproduktion.
Die Schauspielerin heiratete früh und hat drei Kinder. Ihr erster Ehemann Jaiye Aboderin starb, als sie 26 Jahre alt war. Sie hatte damals gerade den Film The Widow gedreht und viele der Zuseher nahmen an, dass dieser ihre eigene Leidensgeschichte zeige. Allerdings starb Jaiye Aboderin erst nach Ende der Dreharbeiten, so dass es keinen autobiografischen Hintergrund zu diesem Film gibt. Stella Damasus heiratete nach dem Tod ihres ersten Mannes erneut, wurde geschieden und ist aktuell mit ihrem dritten Mann, Daniel Ademinokan, verheiratet.
Stella Damasus wurde mehrfach für ihre Rollen ausgezeichnet. Unter anderem erhielt sie 2016 den African Culture Image Award für ihre Rolle der Vivienne in Affairs of the Heart. 2009 war sie als beste weibliche Hauptrolle bei den African Movie Academy Awards nominiert. 2007 erhielt sie bei den Nigerian Entertainment Awards die Auszeichnung als beste nigerianische Schauspielerin. Stella Damasus gilt aktuell als eine der einflussreichsten Schauspielerinnen Nigerias.